# August Rauber
August Antinous Rauber (ur. 10 marca?/22 marca 1841 w Obermoschel, zm. 16 lutego?/1 marca 1917 w Tartu) – niemiecki anatom i embriolog. Wspólnie z Friedrichem Wilhelmem Kopschem zredagował wielokrotnie wznawiany atlas anatomiczny.

## Życiorys
Urodził się jako czwarte z pięciorga dzieci komornika Stephana Raubera i jego żony, pochodzącej z Kirchheimbolanden Rosalie Oberlé. Jego wuj Ignaz Oberlé był doktorem filozofii i członkiem Paryskiej Akademii Nauk.
August Rauber od 1851 uczęszczał do szkoły w Neustadt, cztery lata później podjął naukę w gimnazjum w Spirze. Zgodnie z życzeniem ojca rozpoczął studia prawnicze na Uniwersytecie Ludwika i Maksymiliana w Monachium, ale już od pierwszego roku równolegle uczęszczał na wykłady dla słuchaczy medycyny. Jego nauczycielami anatomii byli Theodor Bischoff i Nikolaus Rüdinger. Od 1864 do 1866 był asystentem i preparatorem w Instytucie Patologii Rüdingera. Tytuł doktora medycyny otrzymał w 1865 roku, rok później opuścił Monachium i udał się do Wiednia. W 1869 habilitował się. W latach 1870 i 1871 jako chirurg wojskowy brał udział w wojnie francusko-pruskiej. W 1872 został prosektorem w Bazylei, potem jako asystent Wilhelma Hisa w Lipsku. W 1873 został profesorem nadzwyczajnym. W 1886 został profesorem zwyczajnym anatomii na Uniwersytecie Dorpackim. W 1911 roku przeszedł w stan spoczynku.
Ożenił się ze swoją estońską gospodynią Christiną Knop (za sprawą tego mezaliansu został wykluczony z życia wyższych sfer Dorpatu). Angażował się w działalność społeczną. Grał na skrzypcach.
Pochowany jest w Tartu. Wspomnienie pośmiertne poświęcił mu Wilhelm Lubosch.
Wikientij Wieriesajew w swoich wspomnieniach ze studiów medycznych w Dorpacie pisał o nim następująco:

Drugą znakomitością uniwersytetu [po Alexandrze Schmidcie] był profesor anatomii August Rauber (...) Jego obszerny podręcznik anatomii był najlepszym z wówczas istniejących, prace zaś z dziedziny neurologii były pracami klasycznymi. Był wysoki, chudy, bardzo zgrabny, miał czarne, błędne oczy, czarne włosy opadające na ramiona i czarną bródkę, z jaką malują Jana Chrzciciela (...) Na ulicę wychodził w czarnym kapeluszu z szerokim rondem i w pelerynie przypominającej płaszcz hiszpański; długie czarne włosy, pałający wzrok – istny zbój z opery! Dnie i noce spędzał pracując w swym gabinecie obok prosektorium (...).

## Wybrane prace
- Vater’sche Körperchen der Bänder- und Periostnerven und ihre Beziehung zum sog. Muskelsinne (1865)
- Untersuchungen über das Vorkommen und die Bedeutung der Vaterschen Körperchen. München, 1867.
- Elasticität und Festigkeit der Knochen. Leipzig, 1876
- Die Lymphgefässe der Gehörknöchelchen[10] (1879)
- Über den Ursprung der Milch und die Ernährung der Frucht im Allgemeinen (1879)
- Urgeschichte der Menschen. 2 Bände. Leipzig, 1884
- Homo sapiens ferus: oder die Zustände der Verwilderten und ihre Bedeutung für Wissenschaft, Politik und Schule (1885)
- Über die Bedeutung der wissenschaftlichen Anatomie (1886)
- Ein neuer Fall von geschwänztem Menschen[11] (1886)
- Die Fingernägel (1888)
- Altas der Krystallregeneration
  - 1. Heft. Die Umbildung der Kugel. (1896)
  - 2. Heft. Wucherfelder (1897)
  - 3. Heft. Voll- und Hohlcylinder (1897)
  - 4. Heft. Die Umbildung des Kegels (1897)
  - 5. Heft. Entwickelung des Supplementkörpers (1899)
  - 7. Heft. Hohlflächen (1901)
- Die Aufgaben des Lebens (1896)
- Die Regeneration der Krystalle. Zweite Untersuchungsreihe (1896)
- Lehrbuch der Anatomie des Menschen (2 Bände, 5. Aufl. 1897/98)
  - Zweite vermehrte und verbesserte Auflage. Leipzig, 1914. Abteilung 2, Abteilung 3, Abteilung 4, Abteilung 5, Abteilung 6